# Магудгу (атол Фаафу)
Магудгу - один із населених островів атолу Фаафу на Мальдівах. Острів знаходиться за 135.56 км на південний захід від столиці країни Мале. Населення острова у 2006 році складало 518 осіб, а у 2016 вже нараховувало 794 особи (спостерігався приріст +51,5%).
Острів привабливий для туристів. На острові є невеликий пляж Бікіні, а також чудова піщана мілина трохи далі. Берег і дно: пісок, каміння. На березі, як і в прибережній воді, багато сміття, але це досить типово для тутешніх островів. У  острів великий і зелений, а більшість туристичних об'єктів знаходиться на західній частині острова.